# Höchhand
Die Höchhand ist ein 1314 m ü. M. hoher Berg im Tössbergland, im schweizerischen Kanton St. Gallen. Sie bildet den nördlichen Abschluss des Goldingertals (Gemeinde Eschenbach SG). Ausläufer in westsüdwestlicher Richtung sind Schwarzenberg (1293 m ü. M.), Guntliberg (auch Farnergrind geheissen, 1224 m ü. M.) und Chrinenberg (1172 m ü. M.). Am westlichen Ende der Kette liegt die Burgstelle Fründsberg.
Zwischen Guntliberg und Chrinenberg liegt der Ausflugsgasthof Farneralp, mit einem Skilift von Oberholz (860–1170 m ü. M.). Im Nordwesten liegt der Tössstock (1153 m ü. M.), im Nordosten der Habrütispitz (1274 m ü. M.). Der nächstgelegene höhere Gipfel ist der Tweralpspitz (1332 m ü. M.).